# Malili
Malili este un oraș din provincia Sulawesi Selatan, Indonezia. Se află la 565 de km de Makassar. Are o mină de nichel.